# 名鉄3400系電車
名鉄3400系電車（めいてつ3400けいでんしゃ）は、名古屋鉄道（名鉄）が主に優等列車運用に供する目的で1937年（昭和12年）に導入した電車である。名鉄の直流1,500 V電化路線において運用された吊り掛け駆動車各形式のうち、間接自動進段制御器を搭載するAL車に属する。
先頭車の前頭部を流線形状として、前面から側面にかけての車体下部全周をスカートと称する下部覆い板にて覆った外観を特徴とし、名鉄社内においては3400系電車を「流線（りゅうせん）」と呼称した。また鉄道愛好家からは主に「いもむし」の愛称で呼称された。
以下、本項においては3400系電車を「本系列」と記述し、また編成単位の説明に際しては制御電動車モ3400形の車両番号をもって編成呼称とする（例：モ3401-ク2401の2両で組成された編成であれば「3401編成」）。

## 概要
愛知電気鉄道（愛電）と名岐鉄道（名岐）の対等合併によって成立した現・名古屋鉄道（名鉄）における、合併後初の新型車両として、1937年（昭和12年）3月に制御電動車モ3400形と制御車ク2400形によって組成される2両編成3本・計6両が落成した。当時は国鉄EF55形電気機関車・国鉄52系電車・国鉄キハ43000形気動車などに代表される、前面形状を流線形とした車両設計が流行しており、本系列もそれを取り入れる形で設計され、旧愛電由来の各路線、通称「東部線」へ導入された。また同時期には旧名岐由来の各路線、通称「西部線」向けの新型流線形車両として850系が導入され、東部線・西部線にそれぞれ流線形車両が導入される形となった。
ただし、旧名岐出身の設計陣が担当した西部線用の850系が名岐最後の新規設計車両であるモ800形の設計・仕様を踏襲しつつ、前面形状を本系列と同じく流線形に改めたのみの保守的な設計を採用したのに対して、旧愛電出身の設計陣が担当した東部線用の本系列は車体・主要機器とも完全新規設計され、高速運転に対応した歯車比設定による高回転型主電動機の採用、回生制動を用いた定速制御機能の実装や、車内座席を全席転換クロスシート仕様とするなど、名鉄においては初採用となる数々の新機軸が取り入れられた。
落成当初は2両編成で就役したが、太平洋戦争終戦後の1948年（昭和23年）に東部線・西部線の架線電圧統一が完成し東西直通運転が開始され、それに伴って幹線系統の優等列車運用が4両編成を基本とする形態に改められたことを受け、1950年（昭和25年）と1953年（昭和28年）の二度にわたって中間電動車モ3450形および付随車サ2450形を1両ずつ編成内に組み込み、全編成とも4両編成となった。その途上、回生制動および定速制御機能の撤去などが施工され、他のAL車各形式と性能が統一された。
1967年（昭和42年）より重整備工事と称する車体修繕工事が施工され、外観に大きな変化が生じたものの、特徴ある前頭部の流線形状や車体下部のスカートはそのままとされた。その後は長年にわたり幹線系統を中心に運用されたのち、1988年（昭和63年）に2編成が廃車となった。残る1編成については、名鉄の会社発展の象徴的存在との本系列の位置付けから、中間車2両を編成より外して落成当初と同じく2両編成化の上、動態保存車両として運用を継続した。同編成はのちに車体塗装を落成当初の塗り分けに復元し、さらに冷房装置を搭載するなど各種改造を経て、2002年（平成14年）まで運用された。

## 導入経緯

### 当時の時代背景
現・名古屋鉄道（名鉄）は、神宮前を拠点駅として名古屋以東に多くの路線を保有していた愛知電気鉄道（愛電）と、押切町を拠点駅として津島・岐阜・犬山方面へ路線を延ばしていた名岐鉄道（名岐）が1935年（昭和10年）8月に合併して成立した事業者である。ただし、押切町と神宮前の間は線路が繋がっておらず、また架線電圧も旧愛電由来の各路線（東部線）の大部分が直流1,500 Vであったのに対して、旧名岐由来の各路線（西部線）は全線直流600 Vと異なっていた。そのため現・名鉄発足後も、列車の運行および車両の管理については、東部線を管轄する旧愛電由来の部署と西部線を管轄する旧名岐由来の部署という別組織によって行われた。
同時期には名古屋市において汎太平洋平和博覧会が1937年（昭和12年）3月に開催されることが決定し、多くの来場者によって大幅な利用者増が見込まれたことから、名鉄は東部線・西部線の両路線区について車両増備による輸送力増強を計画した。1936年（昭和11年）6月に作成された決裁書「車輌製作ノ件伺」によると、輸送力増強目的のほか、鉄道省路線との競争関係を踏まえ、会期前の翌1937年（昭和12年）2月までに新型車両を導入し、旅客誘致を図る計画であったことが明らかとなっている。
同決裁書にて取り上げられた新型車両は、前記事情から東部線向けの新製車両については旧愛電出身の設計陣が、西部線向けの新製車両については旧名岐出身の設計陣がそれぞれ開発を担当した。旧名岐の設計陣が担当した850系は従来車モ800形の設計を踏襲したのに対して、旧愛電の設計陣が担当した本系列は従来車の設計に囚われない完全新規設計が採用され、両系列の設計思想は大きく異なるものとなった。この設計思想の差異については、保守的体質を特徴とする地元名古屋資本による名岐鉄道を出自とする設計陣と、電力会社系資本で新機軸を取り入れることに非常に意欲的であった愛知電気鉄道を出自とする設計陣との体質の違いに起因することが示唆されている。

### 連接車計画の存在
また、前記決裁書においては、東部線向け新型車両2両編成3本について、当時の流行を反映して前頭部を流線形状とし、さらに連接構造を採用した「流線形連接車」として予算を計上しており、本系列は2車体3台車構造の連接車として計画されていたことが明らかとなっている。連接構造の採用は製造発注先の日本車輌製造本店からの提案であったと伝わり、同社は本系列の受注に先立つ1934年（昭和9年）に、京阪電気鉄道向けに日本の鉄道車両史上初の連接車として設計・製造された60型電車「びわこ号」を納入していたことから、その実績をもって名鉄側に提案したものとされる。また、本系列をはじめとした日本国内のみならず世界的に大流行した鉄道車両における流線形デザインの祖であるドイツの電気式気動車「フリーゲンダー・ハンブルガー」が連接構造を採用していたことに影響を受けたともされる。
連接構造の採用による長所としては、一編成あたりの台車数の削減による製造コストおよび保守コスト削減などが挙げられ、設計担当者より連接構造の採用を強く推奨された。しかし、本格的な高速鉄道向けの鉄道車両における連接構造の採用は当時の日本国内においては前例がなく、本系列を連接車として設計することについて担当部署の上長より慎重な見解が示されたことも記録されている。
結局、一編成あたりの台車数が減少することによって車輪1軸あたりの軸重が過大となることなどを理由として連接構造の採用は見送られた。本系列は一般的な2軸ボギー構造による車両として設計が進められ、1936年（昭和11年）7月26日付で設計図面「見-2-ハ-4066」が日本車輌製造本店において作成され、最終仕様が決定した。
発注時の1両あたりの単価はモ3400形が56,000円、ク2400形が32,000円で、財源として1936年（昭和11年）11月発行の新株払込金が充当された。なお、850系の発注時単価はモ850形が45,000円、ク2350形が24,900円であり、本系列の単価は850系と比較して約2割高額であった。
翌1937年（昭和12年）3月16日付で3401編成（モ3401-ク2401）・3402編成（モ3402-ク2402）・3403編成（モ3403-ク2403）の2両編成3本が竣功し、翌17日の公式試運転を経て、営業運転に就役した。

上記経緯により落成した本系列は、前述の通り現・名鉄発足後初の新規設計車両であり、元名鉄社員で鉄道研究家の清水武は、本系列の設計経緯について「（本系列を）新生名鉄のシンボルカーにしようとする関係者の意欲が込められていたに違いない」と評したほか、後年の名鉄社内において本系列は「名岐と愛電の良い部分を集大成した高性能車」と評された。

## 車体

### 外観
前頭部を流線形状とした、完全新規設計による車体長18,250 mm・車体幅2,700 mm（全長19,000 mm・全幅2,740 mm）の半鋼製車体を備える。外板は溶接構造の全面採用によってリベットを廃し、窓上の補強帯であるウィンドウヘッダーが露出しない構造としたほか、幕板部から屋根部にかけての外板を連続処理した張り上げ屋根構造を採用する。ただし、側面については幕板と屋根板の接合部付近に水切りが設置されている。車体下部は前面から側面にかけて、曲面形状（曲率1,300 R）の下部スカートによって完全に覆われている。スカート下端部は軌条面から350 mmとし、台車部分のみ上方へ切り欠かれている。
台車心皿中心間隔は12,000 mmと東部線用のモ3300形や西部線用のモ800形などに準じているが、側窓幅は800 mmとし、モ3300形 (710 mm) ともモ800形 (740 mm) とも異なる。ただし、乗務員扉と直後の客用扉の間に配置された2枚の側窓のみ、車体寸法上の制約から600 mm幅に縮小されている。また前頭部を流線形状とした都合上、台車心皿中心から妻面までの寸法（オーバーハング）は連結面側が2,850 mmであるのに対して、先頭側は3,400 mmと550 mm延長された前後非対称構造となっている。
流線形の前頭部は、側面の乗務員扉付近から前端部にかけて前後方向に滑らかな半円を描き、後退角は前面窓付近で床面に対して約70度とし、腰板下部で縦方向の曲線を描きつつ緩やかに垂直となる形状である。前面に配された3枚の前面窓はいずれも車体曲面に合わせた曲面ガラスを採用して外観の一体性を高めているほか、妻面からの曲面上に位置している乗務員扉の窓についても曲面ガラスを採用する。また、3枚の前面窓のうち両端の2枚の窓上には横格子のルーバー状の通風器開口部を設けている。前照灯は白熱灯式のものを1灯、前面屋根部中央に埋込形のケースを介して設置し、また後部標識灯は前面向かって左下の腰板下部に砲弾型の灯具を1灯、車体より水平方向に突き出した支持腕へ取り付ける形で設置する。
側面には乗務員扉および開口幅1,200 mmの片開客用扉、800 mm幅（一部600 mm幅）の側窓をそれぞれ配置し、客用扉両脇の吹寄柱幅は300 mm、窓間柱幅は100 mmである。側窓は一段上昇式の1枚窓で窓枠上隅部を曲線形状に処理し、客用扉の上辺もアーチ状に曲線形状を描く特徴的な形態とされている。客用扉は戸閉装置（ドアエンジン）を備える自動扉仕様である。また、客用扉の下部には内蔵型の乗降用ステップが設置され、客用扉下端部が車体裾部まで引き下げられている。側面窓配置はd 2 D 9 D 3（d：乗務員扉、D：客用扉、各数値は側窓の枚数）で、モ3400形・ク2400形とも同一である。
連結面は屋根部を含めて平坦な切妻形状とし、妻面には引扉式の貫通扉を併設した700 mm幅の貫通路を備え、その左右に500 mm幅の妻面窓を設置する。モ3400形・ク2400形の両車は車体断面と同一形状の大型貫通幌によって結合されており、編成としての一体感を演出している。また、この大型貫通幌は本系列が連接車として設計されていた当時の名残であるともされる。
屋根上にはガーランド形ベンチレーター（通風器）を1両あたり6基、中央部に一列配置する。
車体塗装は下半分を濃緑色・上半分を灰色がかった淡緑色とした2色塗りとし、下部スカートが薄茶色、屋根が明灰色にそれぞれ塗り分けられた。当時の東部線に在籍する従来車各形式の車体塗装がマルーン1色塗装である中で、緑の濃淡塗装の本系列は非常に目立つ存在であったと評される。
その他、側面腰板部の切り出し文字による車両番号（車番）標記の書体は、名岐由来のローマン書体ではなく、愛電由来の字体の異なるボールド体のローマン書体とされた。これは本系列以降、愛電由来の東部線向けに導入された各形式における特徴の一つとして継承され、戦後に新製された3850系への採用を機に、名鉄の保有車両における車体標記の標準書体として名岐由来のローマン書体に代わって全車に普及した。

### 車内
座席は転換クロスシート仕様で、車端部や運転台後部も含めて全席ともクロスシートとされている。当時の電車は車内床部に主電動機用点検蓋を設置する都合上、名鉄においてもモ800形・モ3300形など本系列に先行して新製された電動車各形式については点検蓋周辺のみをロングシートとするセミクロスシート仕様とされていたが、本系列は主電動機点検蓋を車内通路幅に合わせた一列配置とすることにより、クロスシートと点検蓋との干渉を回避して全席をクロスシート仕様とすることを可能としている。座席表皮（シートモケット）は当時の鉄道省における二等車と同様に青色とした。
前面中央部に設置された運転台と、運転台より後部の客室スペースを区分する仕切り壁は、左右幅を前面中央窓の左右横幅と合わせ、高さは前面窓の下辺までとして、それより上をパイプによって仕切った開放的な構造を採用する。そのため、先頭寄り最前列の座席からは運転台越しながら前面展望が可能であった。
車内照明は白熱灯式で1両あたり7個設け、各灯には行灯をモチーフとした和風の照明カバーを設置する。また落成当初は、当時の鉄道省に在籍した優等列車用客車と同様に車内床部の通路に痰壺が設置されていたことが図面で明示されている。その他、座席上部の窓上に設置された荷棚や車内手すりなどは磨き出し仕上げを施した真鍮製とした。

## 主要機器

### 制御装置
従来の旧愛電由来の東部線系統に在籍する車両における標準仕様であった米国・ウェスティングハウス・エレクトリック (WH) 社が開発した電空単位スイッチ式の間接手動進段制御器（HL制御器）ではなく、旧名岐由来の西部線系統に在籍する車両において標準仕様とされた電動カム軸式の間接自動進段制御器（AL制御器）を、東部線所属車両として初めて採用した。
モ3400形へ搭載された東洋電機製造ES-515-Aは、通常の直並列組合せによる抵抗制御、および弱め界磁制御のほか、電磁単位スイッチ式の他励界磁制御装置による回生制動および定速制御機能を有する。運転台に設置されたES-63-A主幹制御器（マスコン）の逆転器（レバーサ）を力行モードから回生制動モードに切り替え、マスコンのノッチを任意に選択することにより40 km/hから100 km/hの範囲で速度制御を行うもので、下り勾配区間において走行速度が指令速度を上回ると自動的に回生制動が動作し、上り勾配区間において走行速度が指令速度を下回ると自動的に力行に移行する。
なお、東洋電機製造が設計・開発した他励界磁制御による高速列車向けの回生制動機能は、本系列の新製に先立つ1935年（昭和10年）に阪和電気鉄道へ納入されたES-513-A制御装置によって実用化されており、当時日本国内で最速を記録した超特急列車など高速運転を行う車両における制輪子（ブレーキシュー）の摩耗減少に大きな効果をもたらしていた。本系列の回生制動機能は、東部線本宿付近をはじめとした連続勾配区間における抑速制動としての使用を想定して採用されたものである。また、当時の東洋電機製造の技術担当専務が名鉄の取締役の1人と懇意な間柄であったことが同機能の採用に関係しているとも指摘される。

### 主電動機・台車など
主電動機は東京芝浦電気（現・東芝）SE-139C直流直巻電動機を採用、モ3400形に1両あたり4基搭載する。SE-139Cは端子電圧750 V時の1時間定格出力が112.5 kWと標準的な特性を備えるが、定格回転数は1,188 rpmと、モ800形に搭載された東洋電機製造TDK-528/5-Fと端子電圧750 V環境下で同等の特性を持つ高速回転型の主電動機である。本系列への採用にあたっては歯車比を2.64 (58:22) と、TDK-528/5-Fを搭載するモ800形の歯車比3.21 (61:19) と比較して小さく設定、全界磁時定格速度は76 km/h、60 %弱め界磁時定格速度は96.2 km/hに達し、設計最高速度120 km/hの高速性能を有した。駆動方式は吊り掛け式である。
台車は形鋼組立形の釣り合い梁式台車である日本車輌製造D16をモ3400形・ク2400形とも装着する。D16をはじめとする日本車輌製造製の形鋼組立形釣り合い梁式台車は、東部線および西部線に在籍する従来車各形式において既に採用実績があったものである。
本系列が装着するD16台車は、軸受に従来の平軸受（プレーンベアリング）に代えてスウェーデン・SKF社製のコロ軸受（ローラーベアリング）を採用した。また、従来車に装着された日本車輌製造製の形鋼組立形釣り合い梁式台車の固定軸間距離は2,134 mm - 2,200 mmであったのに対して、本系列の装着するD16台車は固定軸間距離が2,300 mmに延長された。さらに、軌条方向の軸箱寸法拡大、振動特性改善を目的とした枕ばね位置・ばね定数の変更、釣り合い梁の厚材化など、各部に改良が施されている。
制動装置は、米国・ウェスティングハウス・エア・ブレーキ社 (WABCO) の原設計に基づくM三動弁を用いた自動空気ブレーキを常用制動として採用、モ3400形の制動装置はAMM、ク2400形の制動装置はACMとそれぞれ呼称された。その他、両形式とも手用制動を併設する。

### 補助機器・連結器など
電動カム軸式制御器搭載に伴う低圧電源供給を目的として、モ3400形に東洋電機製造TDK-311直流電動発電機（MG、定格出力3.2 kW・直流100 V）を1両あたり1基搭載する。東部線系統に在籍する従来車における標準仕様であったHL制御方式は、制御装置用電源を架線からの電力を抵抗器によって電圧降下させて用いるため電動発電機 (MG) を必要とせず、本系列は東部線に在籍する車両として電動発電機を初めて採用した車両となった。また、モ3400形には制動装置の動作などに用いる空気圧供給元となる三菱電機DH-25電動空気圧縮機（CP、定格吐出量710 L/min）を同じく1両あたり1基搭載する。
集電装置は回生制動の失効対策としてモ3400形のほかク2400形にも搭載、東洋電機製造PT-7菱形パンタグラフを屋根上先頭寄りに1両あたり1基搭載する。
連結器は、設計段階より本系列が他編成との併結運用を考慮していなかったことから、外観の一体性を高める目的で運転台側の連結器を構造の簡易な簡易連結器とし、不使用時は連結器を前面下部スカート内へ格納する構造を採用、設計認可申請を行った。しかし、簡易連結器の耐荷重は一般的な連結器と比較した場合大きく劣るため、非常時における他編成との連結運転用途にも不適であることを理由に管轄省庁から設計を見直すよう指摘され、これを受けて最終的には従来車と同様に並形自動連結器を採用した。落成当初は、前頭部には連結器のみを装着し、他編成との総括制御用のジャンパ栓およびブレーキ管などは一切省略されたが、後年非常時における他編成との連結運転を考慮して非常ブレーキ管のみ追加された。
一方、連結面側の連結器については、衝動軽減を目的として柴田式密着連結器を名鉄において初めて採用した。固定編成間の連結器を密着連結器として前後衝動を抑制する設計方針は、戦後に新製された優等列車用車両である3850系にも踏襲された。

## 導入後の変遷

### 太平洋戦争前後
1937年（昭和12年）3月15日の汎太平洋平和博覧会開幕よりやや遅れて、3401編成・3402編成が同年3月20日に、3403編成が同年4月15日にそれぞれ営業運転を開始した。前述の通り、書類上の竣功日翌日の3月17日には3401編成を用いて公式試運転を実施、時速100 km/hを超える高速走行が行われ、翌3月18日付の名古屋新聞（現・中日新聞）は、当時の鉄道省（国鉄）を代表する特急列車「つばめ」を引き合いに、『時速百キロ、「燕」より速いぞ』の見出しで本系列の公式試運転を報じている。
導入後は、それまで主にモ3300形によって運用された特急および急行運用に充当され、東部線における主力形式として運用された。なお、本系列において採用された新機軸の一つである回生制動および定速制御機能は、当時の東部線の列車本数が少なかったため回生制動が有効に作用しなかったことに加えて、回生制動動作時における高い帰線電圧が変電所の水銀整流器に悪影響を及ぼす事態も生じた。さらに装置そのものも故障がちであったことから1941年（昭和16年）頃には使用停止措置が取られ、不要となったク2400形のパンタグラフは撤去された。
なお、1940年（昭和15年）11月12日に本系列は豊川鉄道および伊那電気鉄道（ともに現・JR飯田線）を経由して飯田駅まで入線、翌13日に飯田駅から折り返す形で試運転が実施された。これは神宮前 - 飯田間の直通列車運行計画に基くもので、11月14日付の信濃毎日新聞において具体的な運転時刻が報道され同年12月より運行を開始する予定とされていた。しかし、当時の世情は太平洋戦争（第二次世界大戦）の激化に伴う戦時体制へ移行しつつあり、「軍需輸送の必要のため」を理由に直通列車計画は中止された。
その後、戦時体制への移行により急増した輸送量に対応するため、一部の車両の車端部クロスシートをロングシート化し、収容力の増加を図った。また、戦中の資材不足を反映して、破損した側窓ガラスの補修に際しては一段窓構造のままながら窓枠に横桟を追加してガラスを2分割し、客用扉窓ガラスの補修に際してはT字型の桟を追加してガラスが3分割されるなど、外観にも変化が生じた。ただし、そのような混乱期においても大半のクロスシートは存置され、また本系列独自の車体塗装や保守面で難が指摘された下部スカートもそのままとされた。本系列は全車とも戦災による被災を免れたものの、終戦後間もなくモ3403がデッドアース（短絡）により車体を焼損、資材不足の折から復旧に1年以上を要した。
1948年（昭和23年）5月12日に西部線に属する主要路線の架線電圧を従来の直流600 Vから同1,500 Vに昇圧する工事が完成し、同年5月16日より金山橋（現・金山）を境とした運行系統分断を解消して東西直通運転が開始された。それに伴って、従来東部線でのみ運用された本系列も西部線区間へ入線するようになった。ただし、東西直通運転開始に伴って設定された新岐阜（現・名鉄岐阜） - 豊橋間の特急・急行列車は4両編成での運用を基本としたため、前述の通り3両編成以上の編成を組成することが不可能であった本系列の特急・急行運用への充当機会は日中時間帯に限定された。その他の時間帯は津島線など支線区における普通列車運用に充当された。
なお、同時期には標識灯を砲弾型から一般的な引っ掛け式のものに交換し、同時に前面向かって右側の腰板下部にも1灯増設した。また台車のSKF社製コロ軸受については補修部品不足から維持が困難となり、全車とも平軸受仕様に改造された。

### 3両編成化
3両編成以上の編成を組成することが不可能であった本系列は運用上都合が悪く、1950年（昭和25年）12月に中間電動車モ3450形3451 - 3453を新製して各編成へ組み込み、全編成とも3両固定編成となった。なお、本系列の中間車製造は早期から検討されており、本系列落成の翌年、1938年（昭和13年）には日本車輌製造本店によって図面が作成されていたことが、日本車輌製造の内部資料によって判明している。ただし、モ3450形の新製に際しては日本車輌製造本店にて設計図面「組-2-ハ-9368」が1950年（昭和25年）9月6日付で新規に作成されている。
モ3450形は運転台を持たない中間車であることを除き、側窓上隅部の曲線処理や客用扉上部の上辺のアーチ状処理など車体形状・構造は先頭車であるモ3400形・ク2400形の基本設計を踏襲した。一方で細部には改良が加えられ、側窓構造が通気性の改善を目的として二段上昇式に変更されたほか、屋根上ベンチレーターが押込形の二列配置に改められた点が異なる。車内座席は全席転換クロスシート仕様である。
側面窓配置は3 D 9 D 3で、モ3400形・ク2400形の運転台側に相当する部分をそのまま連結面側の窓配置に置き換えた構成である。ただし、モ3450形の台車心皿中心間隔は11,900 mmとモ3400形・ク2400形より100 mm短縮され、また前後オーバーハングを2,850 mmで統一した前後対称構造としたため、車体長は17,600 mmとモ3400形・ク2400形より650 mm短縮されている。
主要機器については、制御装置はモ3400形と同じく電動カム軸式の自動加速制御器ながら、停止用発電制動機能を備える東洋電機製造ES-532-Aへ、主電動機は運輸省規格形電車である3800系における大量採用を契機にAL車の標準型主電動機となりつつあった東洋電機製造TDK-528/9-HM（端子電圧750 V時定格出力112.5 kW、同定格回転数1,188 rpm）へそれぞれ変更され、同時にモ3400形についてもモ3450形と同一の機器に換装された。歯車比はAL車の標準値である3.21 (61:19) に設定され、MT比が従来の1:1から2:1に向上したこともあり起動加速度が向上した反面、全界磁時定格速度は64.0 km/hとなり、中高速域の加速特性は従来よりも低下した。モ3450形の装着する台車はD16と比較して心皿荷重上限を2 t引き上げた日本車輌製造D18で、基本設計は従来のD16と同様であるものの、軸受は落成当初より平軸受仕様とされた。
モ3450形はパンタグラフを搭載せず、走行に必要な架線電圧はク2400形より直流1,500 Vの高圧母線を引き通して給電される形を取った。そのため、3両編成化に際してク2400形へ再びパンタグラフが搭載された。この際ク2400形へ搭載されたパンタグラフは過去に採用したPT-7ではなく、国鉄制式機種のPS13A戦時設計型菱形パンタグラフに変更され、同時にモ3401・モ3402のパンタグラフについてもPS13Aへ換装された。
3両固定編成化後の本系列は以前と比較して特急・急行運用への充当機会が増加したが、朝夕の多客時間帯については4両編成を組成可能な他形式と比較して収容力不足が懸念されたため、依然として日中時間帯を中心とした運用に留まった。平日朝夕の時間帯は支線区における普通列車運用のほか、臨時団体列車運用にも充当された。

### 4両編成化および各種改良
1953年（昭和28年）8月にはさらに中間付随車サ2450形2451 - 2453が増備され、全編成とも4両固定編成化された。これは当時の最新型車両である3850系および3900系と合わせて、本線特急運用に充当する4両編成の車両を確保するための措置である。
サ2450形の新製に際しては、モ3450形新製当時に作成された設計図面「組-2-ハ-9368」がそのまま流用され、車体設計・外観ともモ3450形と同一仕様である。ただし、台車が3900系ク2900形と同一のボルスタアンカー付一体鋳鋼製軸ばね式台車の住友金属工業FS13に変更されたほか、車内照明が蛍光灯式に改良され、40 Wの直管型蛍光灯2本を1つの角型カバーに収めた照明機器を車内天井中央部に設置した。座席はモ3450形と同様に全席転換クロスシート仕様である。また、車体塗装は本系列落成以来の下半分緑色・上半分淡緑色の2色塗装から、3850系および3900系と同一の下半分マルーン・上半分ピンクの2色塗装（スカート部は赤みがかった薄黄土色）という、3850系の新製以来採用された当時の名鉄の優等列車用車両における標準塗装に変更された。
サ2450形の組み込みに際しては、既存のモ3400形・モ3450形・ク2400形についてサ2450形と仕様を統一するため塗装変更と車内照明の蛍光灯化が施工されたほか、モ3400形・ク2400形については側窓構造を従来の一段上昇式から二段上昇式に改造し、さらに戦中にロングシート化された車端部座席の転換クロスシート化が施工された。
1953年（昭和28年）8月までに全3編成が4両編成化および各種整備を完了し、本系列は再び本線系統の優等列車運用へ充当された。
その後、1955年（昭和30年）に名鉄初のカルダン駆動車である5000系（初代）が導入され、1957年（昭和32年）に5000系（初代）の改良版である5200系が、さらに1959年（昭和34年）には特別料金を不要とする列車用の車両としては日本初の量産型冷房車である5500系が順次導入されたことに伴って、本系列をはじめとした吊り掛け駆動車が本線系統における特急運用に充当される機会は減少した。そして1961年（昭和36年）には7000系「パノラマカー」が導入されたことに伴い、本系列は本線系統における特急運用から撤退し支線区直通の特急・急行運用に転用された。
なおこの間、1956年（昭和31年）にモ3400形・ク2400形のパンタグラフが東洋電機製造PT-42Fに換装され、1957年（昭和32年）には不具合を頻発した停止用発電制動の使用停止措置が取られた。さらに本線系統の特急運用から撤退した後の1963年（昭和38年）10月以降、多客時の収容力増大を目的として客用扉周辺のクロスシート撤去による立席スペースの拡大が施工された。先頭車モ3400形・ク2400形で計2脚、中間車モ3450形・サ2450形で計4脚のクロスシートが撤去されたほか、モ3400形・ク2400形については前位側客用扉後部の側窓2枚分に相当する部分をロングシートとした。また、同時期には車体断面と同一形状の大型貫通幌を廃止して貫通扉幅に合わせた一般的な貫通幌に交換され、車内では天井部照明機器の蛍光灯カバーが撤去された。

3400系 車両形式図（1964年当時）
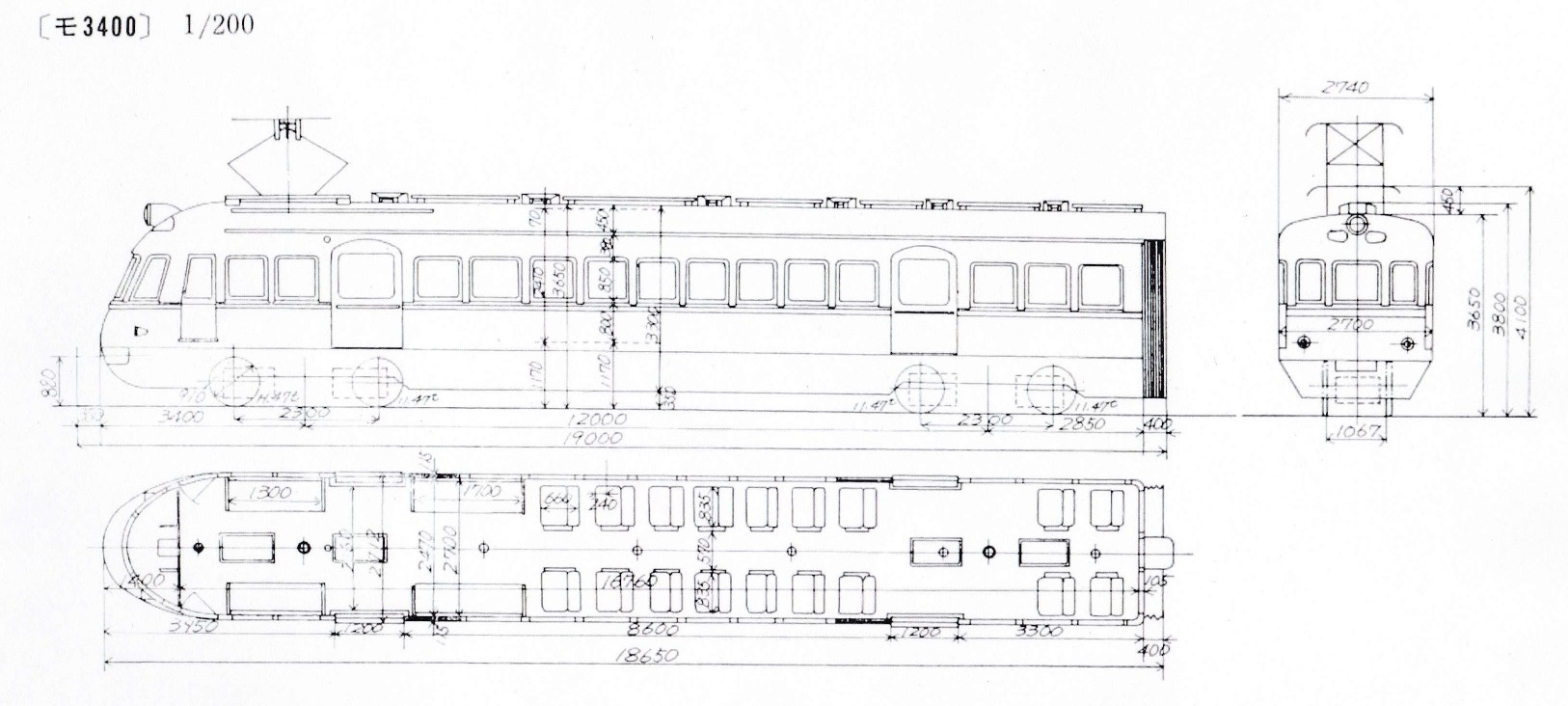
モ3400形（ク2400形も同一[53]）
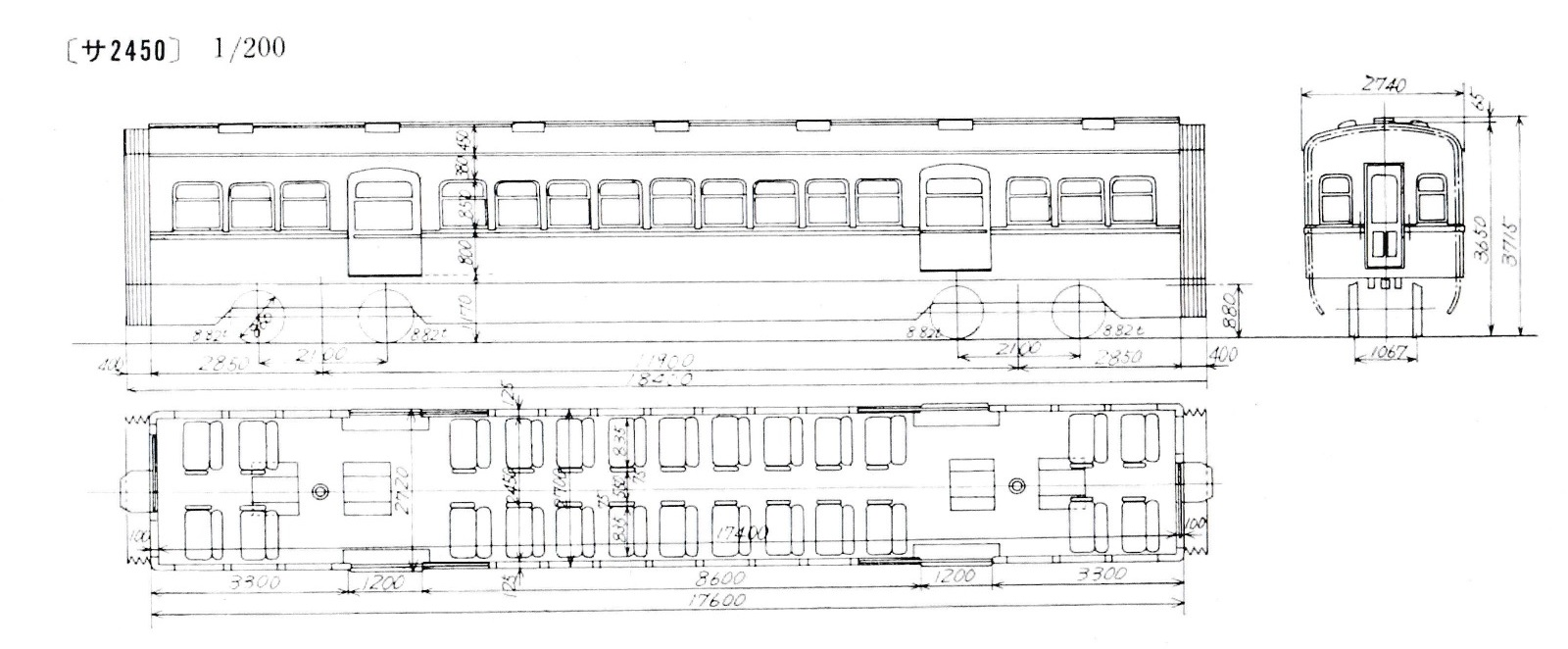
サ2450形
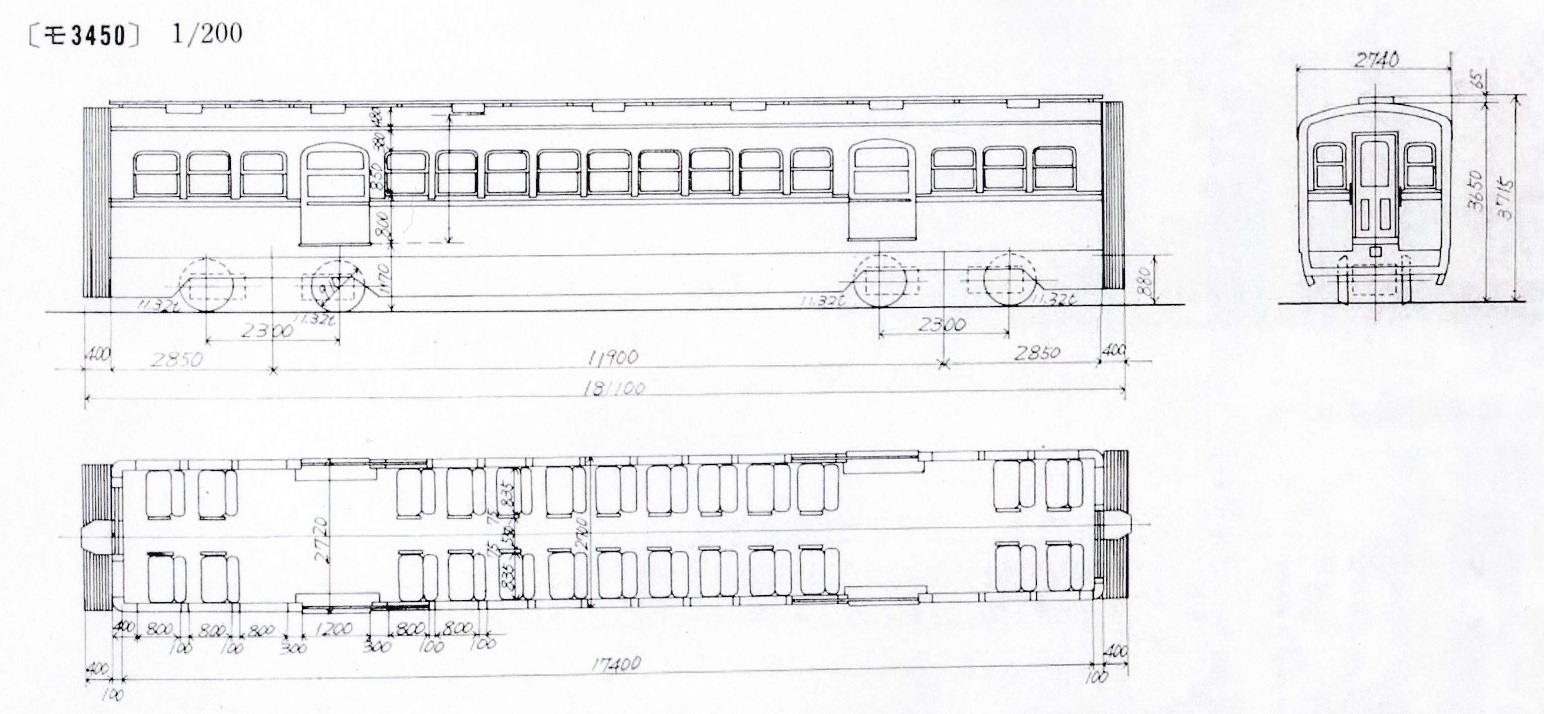
モ3450形

### 重整備工事の施工
1960年代後半に至り、先頭車モ3400形・ク2400形については車齢30年を経過して各部の劣化が進行したことから、1967年（昭和42年）から翌1968年（昭和43年）にかけて、本系列全編成を対象に重整備工事と称する大規模な車体更新修繕工事が施工された。重整備工事の施工に際しては、前面の貫通構造化および下部スカートの撤去も検討されたものの、最終的には構体に大きく手を加えることなく、各部の補修および近代化に主眼を置いた内容となった。
なお、施工に先立つ1967年（昭和42年）3月に日本車輌製造において車体更新設計図面「7C-6715」が作成され、実際の工事は名鉄鳴海工場において概ね図面にて図示された内容に従って施工された。
先頭車であるモ3400形・ク2400形については、従来窓間柱によって3分割されていた前面窓を2本のピラーによって区切った連続3枚窓構造に改め、同時に前面窓上の通風器を埋込撤去した。また、標識灯を車体一体型の角型タイプのものに交換したほか、屋根上パンタグラフから床下への高圧配線の引き通し位置変更に伴って前位寄り客用扉の開閉方向を車体中心側から車端側に変更した。車内では運転台仕切り壁を天井鴨居部まで延長し、延長部分にはガラス窓を設けた。
その他、全車を対象として、客用扉の上辺のアーチ形状を廃して一般的な直線形状に改造し、客用扉下部の内蔵ステップを廃止して客用扉の下辺が車内床面高さまで引き上げられ、客用扉そのものも鋼製扉へ交換された。側窓は上隅部を直角形状に改め、窓枠をアルミサッシ化し、前面窓や戸袋窓といった固定窓についてはHゴムによる固定支持とした。
車内は床面のロンリューム仕上げ化のほか壁面を淡緑色のアルミデコラ張りとし、座席配置についてはモ3400形・ク2400形の先頭寄り、および全車の各客用扉直近の側窓1枚分の座席をロングシートとしたほかは全て転換クロスシートとした。
主要機器面では、制御装置の発電制動機能を完全撤去して型番がES-532-Nと変更され、編成内の連結器を従来の密着連結器から棒連結器に交換した。
重整備工事は編成単位ではなく2両単位で施工されたため、遊休車両が発生した場合に備えて3800系3821編成を専用編成として貫通幌などを整備し、本系列2両と連結して運用した。また、重整備工事施工の途上においては施工済の2両と未施工の2両が混在した状態で運用される編成も存在した。
1967年（昭和42年）7月に竣功した初回出場車である3401編成モ3401-サ2451の2両のみは下半分マルーン・上半分ピンクの従来塗装で出場したが、次いで同年11月に竣功した3401編成モ3451-ク2401より、車体を黄色がかったクリーム（ストロークリーム）地に赤帯・スカート部を灰色とした、当時の名鉄におけるクロスシート車の標準塗装に変更された。以降に施工された3402編成・3403編成も同様の塗装で竣功したほか、のちにモ3401-サ2451についても同塗装へ変更された。
本系列は重整備工事施工に伴って外観が大きく変化したことから、施工後については「原形の優美な印象が一掃された」とも、「近代的でスマートな外観となった」あるいは「更新前とはまた違った魅力を備えた」とも評されるが、本系列の特徴である流線形の前面形状と下部スカートは変わらず維持された。

### 重整備工事施工後
1974年（昭和49年）に前照灯のシールドビーム2灯化が、1976年（昭和51年）に車体塗装のスカーレット1色塗装化がそれぞれ実施された。スカーレット1色塗装となったのちの本系列は鉄道愛好者から「赤マムシ」とも呼称された。
1977年（昭和52年）11月には平軸受仕様であったモ3400形・ク2400形のD16台車およびモ3450形のD18台車を、3800系が装着するコロ軸受化改造済のD18台車と振り替える形でコロ軸受化を実施した。同時にモ3400形・ク2400形の前面スカート下部に外気導入口を新設し、曲面ガラスを用いた前面窓の凸レンズ効果から熱がこもりやすいと現場から不評であった運転台環境の改善が図られた。1979年（昭和54年）には、夏季の客室環境改善を目的として車内天井部に扇風機が新設された。その他、モ3400形およびモ3450形に搭載される電動発電機 (MG) を東洋電機製造TDK-362-A交流電動発電機（定格出力5.0 kVA）に換装し、低圧電源が交流化された。
本系列は前述の通り落成当初から前面にジャンパ栓の装備がなく、他のAL車との併結運用が不可能であった。そのため、長らく本系列のみの独立運用が組まれていたが、そのような制約を解消し車両運用の効率化を図るため1984年（昭和59年）に連結対応工事が施工された。前面連結器周辺にジャンパ栓および常用ブレーキ管を新設したほか、制御装置を名鉄AL車における標準機種であった東洋電機製造ES-568-A電動カム軸式自動加速制御器へ換装し、以降3900系および7300系の4両固定編成と共通運用された。また、他形式との併結運用が行われるようになったことに伴って、850系と流線形車両同士の編成を組成して運用される機会も生じた。

### 動態保存車両化
1987年（昭和62年）3月の国鉄分割民営化で発足した東海旅客鉄道（JR東海）は、ダイヤ改正ごとに東海道本線の輸送力増強および利便性向上を図り、並行する名古屋本線を保有する名鉄にとって脅威となりつつあった。そのため名鉄側も対抗手段として1987年（昭和62年）から1989年（平成元年）にかけて6500系・6800系など新型車両を導入してサービス向上を図り、結果捻出されたAL車・HL車など旧型車両の大量淘汰が同時期に実施された。
幾度もの改造を経て長らく第一線で運用された本系列であったが、1988年（昭和63年）8月8日付で3402編成が、同年9月30日付で3401編成が相次いで廃車となった。しかし本系列については名鉄の会社発展の象徴的存在との位置付けから、最も状態が良好であった3403編成を2両編成化の上で動態保存する方針が決定した。
3403編成は中間車のサ2453・モ3453を編成から外し、両先頭車のモ3403・ク2403は1988年（昭和63年）10月27日付でモ3401（2代）・ク2401（2代）と改番された。この改番に際しては、同年8月15日付で除籍された850系モ851-ク2351より側面車番標記の「1」の文字板が転用された。編成から外されたサ2453・モ3453は同年9月30日付で除籍され、また2両編成化に伴ってク2401（2代）のパンタグラフは撤去された。
2両編成化当初は他のAL車と共通運用されたが、1989年（平成元年）7月15日のダイヤ改正より別運用が組まれ、広見線・小牧線・各務原線など犬山地区の支線各路線において運用された。

### 車体塗装の復元
動態保存開始当時は長期間の運用は想定されておらず、他のAL車各形式の全廃と同時に廃車の予定であったとされる。しかし、1993年（平成5年）度に長年運用された鉄道車両を対象とした顕賞である「エバーグリーン賞」を鉄道友の会より授与されたことを契機として、車体塗装を落成当初の塗り分けに復元するなど、3401編成を本格的な動態保存車両として整備する方針が決定した。
車体塗装の復元に際しては、落成当初の下半分を緑色・上半分を淡緑色とした2色塗り当時の外観を撮影したカラー写真が存在せず、車体塗装の復元をエバーグリーン賞授賞式までに実施するという時間的制約から当時の絵本などの資料を探す余裕もなかった。そのため、当時を知る関係者からの聞き取り調査や本系列の新製当時に記録された色帳を参考として色調を違えた3種類のサンプルを作成し、沿線在住の名鉄愛好家を交えた検討会議が開かれた。その結果、新製当時に記録された色帳を参考とした案が最も正確であると結論付けられたが、下部スカートの茶色系統の塗装については、塗装復元が立案された1990年代当時の感覚では違和感があるとされ、屋根部より濃い灰色に変更することとした。車体塗装の復元と同時に、座席モケット色を従前の赤色系統のものから落成当初と同じく青色系統のものに交換し、落成当時のものがそのまま用いられていた真鍮製の荷棚については磨き出し加工による再整備が施された。
車体塗装の復元および内装改修が実施された3401編成は、1993年（平成5年）4月3日のエバーグリーン賞授賞式に際して東岡崎 - 国府間にて運行された貸切列車が復元後の初運用となり、その後は従来通り犬山地区の各支線区において運用された。

### 冷房化改造
1994年（平成6年）6月には、旅客サービス水準維持の観点から冷房装置の取り付けが施工された。冷房化改造に際しては3401編成の動態保存車両としての位置付けを鑑み、通常の屋根上設置型の冷房装置ではなく床下設置型の冷房装置を採用して極力外観を損なわないよう配慮された。
パワーユニットと称する冷房装置本体は床下に搭載し、クーリングユニットと称する室内機（冷却能力3,200 kcal/h）が車内天井肩部に1両あたり4基設置された。採用されたデンソーDDL-4CSF-158X冷房装置は電源を架線電圧から得る直流1,500 V直接駆動仕様であり、冷房用補助電源装置の追加を不要とした。車体側の改造点は、室内機搭載部の構体補強のほか、冷房効果向上のため天井部断熱材を保冷効果の高いガラス綿製のものに交換し、側窓ガラスを熱線吸収ガラスに交換するとともに一部を除いて下段窓を固定窓化した。また、床下の冷房装置設置スペースを捻出するため、空気溜など一部の床下機器を車内に移設する必要が生じたことから、モ3401・ク2401とも連結面寄りのクロスシート左右各1脚ずつを撤去し、移設した機器および冷房装置の制御スイッチなどを格納する機械箱を新設した。その他、床下への冷房装置搭載に伴って側面スカート部にスリット状の放熱口が追加され、わずかに外観上の変化が生じた。
1994年（平成6年）は名鉄が創業100周年を迎えた年でもあり、3401編成は100周年記念イベントの一環として、同年8月の1か月間限定で碧南 - 弥富間の三河線・名古屋本線・津島線・尾西線直通急行運用に1日1往復充当された。この列車は三河線・津島線・尾西線の各路線内では普通列車として運行され、知立 - 須ヶ口間の名古屋本線区間のみ急行列車となるもので、名古屋本線内では最高速度100 km/hで運行された。またこの直通運用の間合い運用として、通常定期列車として運用機会のない三河線・津島線・尾西線の各路線内の折り返し運用にも充当された。
その後、1997年（平成9年）7月に、モ3401・ク2401とも台車を従来のD18から7300系モ7401・サ7451の廃車発生品であるボルスタアンカー付一体鋳鋼製軸ばね式台車の住友金属工業FS36に交換した。この際、側面スカートとFS36台車のボルスタアンカー部との干渉を回避するため台車部分の切り欠きが上方に拡大され、再び外観に変化が生じた。

### 退役
動態保存車両として犬山地区の各支線区における定期運用のほか、各種イベント列車運用に充当された3401編成であったが、経年による老朽化の進行と旧型の保守部品の調達が困難となりつつあったことに加えて、景気低迷の折から運行経費の確保が厳しくなったことなどを理由に、2001年（平成13年）10月1日のダイヤ改正をもって定期運用から離脱した。
定期運用離脱後の3401編成は、団体貸切列車など臨時列車運用にのみ充当されていたが、翌2002年（平成14年）7月に、同年8月31日をもって退役することが公式発表された。
2002年（平成14年）8月には、退役を記念する特製ヘッドマーク「さよなら3400系」を掲出して、広見線および各務原線の定期運用に同月の土曜・日曜限定で充当された。さらに同年8月11日・14日・18日の計3日、3401編成を使用して犬山 - 伊奈 - 新鵜沼 - 新岐阜（各務原線） - 犬山の行程で団体専用列車が運行され、各所で最高速度100 km/hの高速走行が実施された。また、同年7月から9月にかけての夏休み期間中、「さよなら3400系スタンプラリー」と題して、本系列「3400系」にちなんで名鉄線内の計34駅に設置されたスタンプを収集するスタンプラリー企画が実施された。
運用最終日となった2002年（平成14年）8月31日は新可児駅にてさよならイベントが実施され、同日をもって全ての運用を終了した。その後3401編成は舞木検査場へ回送されたのち、同年9月30日付で除籍され、本系列は全廃となった。
廃車後はモ3401-ク2401の2両とも舞木検査場にて保管された。後年同2両が装着したFS36台車はえちぜん鉄道へ譲渡され、代わりに同社より本系列が当初装着したD16台車と類似した外観を有する形鋼組立形釣り合い梁式台車の汽車製造K-16を譲り受け、同2両へ装着した。その後、ク2401は解体処分のため2006年（平成18年）5月19日に名電築港駅へ回送され、翌日より解体作業が実施された。残るモ3401については、2013年（平成25年）4月現在、舞木検査場正門付近にて静態保存されており、舞木検査場の見学イベント「名鉄でんしゃまつり」などにおいて一般公開される。